# Técnica pocket-hole

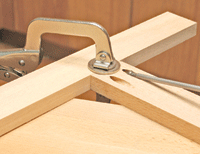
Unión agujero-bolsillo siendo ensamblada.

La técnica  pocket-hole  (agujero-bolsillo) o de tornillos ocultos, consiste en unir dos piezas de madera perforando un orificio en ángulo — usualmente de 15 grados — sobre una de ellas (mediante una fresa y una plantilla), para unirla después a la segunda pieza mediante un tirafondos.
Esta técnica, así como la técnica de acoplamiento mediante una clavija, tiene sus raíces en el Antiguo Egipto. Los egipcios sujetaban dos piezas juntas y hacían un agujero en ángulo sobre la pieza del exterior estacada contra la segunda pieza de trabajo. Entonces insertaban una clavija con cola, a continuación cortaban y pulían a ras de la superficie exterior de la primera pieza.

## Ventajas
- Dado que los tirafondos actúan como abrazaderas internas que sostienen el acoplamiento, en la mayoría de casos (los más corrientes), no es necesario el uso de cola (aunque en general se recomienda). Si se utiliza pegamento, no es necesario poner el sargento cuando la cola es húmeda, ya que los tirafondos interiores sostienen las piezas firmemente, mientras se seca la cola.

- Sólo hay que hacer un único agujero, eliminando la necesidad de un alineamiento preciso entre los agujeros previos cuando se unen las piezas con acoplamientos hechos con clavija o con encajes de caja y espiga o de cola de milano.

- No requiere ni medidas ni ningún tipo de cálculo de distancias entre agujeros, como los que son necesarios en las acoplamientos de caja y espiga o de cola de milano.

- Dado que la técnica no requiere el acceso al interior del acoplamiento, se pueden realizar reparaciones rápidas desde fuera sin tener que desmontar nada. La fijación de una silla chirriante, o el refuerzo de muebles, es tan fácil como agujerear varios  pocket-hole , y emplear tirafondos para apretar las piezas entre sí.